# Daisuke Miyakawa
Daisuke Miyakawa (jap. 宮川 大輔, Miyakawa Daisuke; * 6. Oktober 1979 in der Präfektur Kanagawa) ist ein ehemaliger japanischer Fußballspieler.

## Karriere
Miyakawa erlernte das Fußballspielen in der Schulmannschaft der Teikyo Daisan High School. Seinen ersten Vertrag unterschrieb er 1998 bei den Cerezo Osaka. Der Verein spielte in der höchsten Liga des Landes, der J1 League. 2002 wechselte er zu Thespa Kusatsu. Für den Verein absolvierte er 43 Spiele. 2006 wechselte er zu New Wave Kitakyushu (heute: Giravanz Kitakyushu). Für den Verein absolvierte er 104 Spiele. 2012 wechselte er zu SC Sagamihara. Ende 2012 beendete er seine Karriere als Fußballspieler.

## Erfolge
Cerezo Osaka
- Kaiserpokal

Finalist: 2001